# Vojaško letališče Željava
Vojaško letališče Željava je bila največja letalska vojaška baza JLA v Jugoslaviji in na Balkanu. Nahaja se na mejnem območju med Hrvaško in Bosno pod vznožjem in v hribu Plješivica, v bližini Bihaća.

## Zgodovina
Projekt o veliki letalski podzemni bazi z delovnim imenom »Objekt 505« je bil zamišljen že sredi 50. let 20. stoletja v strogi tajnosti. Kmalu so pričeli z intenzivnimi gradbenimi deli pri vasici Željava, ki so trajala dvanajst let. Po vdoru sil varšavskega pakta na Češkoslovaško so leta 1968 pričeli uporabljati še ne povsem dokončano infrastrukturo. Glavni razlog, da so bazo začeli graditi prav tam, je zelo ugodna geološka sestava tal in lokacija pod hribom, ki je omogočala vzletanje letal izza radarske sence planine. Cena izgradnje vojaške baze naj bi dosegla po nekaterih podatkih 4 milijarde ameriških dolarjev, po drugih pa 8,5 milijard ameriških dolarjev.
16. maja 1992, v času vojne na Hrvaškem in v Bosni, je vojska Republike Srbske krajine ob umiku skoraj popolnoma uničila letališče in bazo.

## Tehnične karakteristike
V planini so bile tri garažne galerije, široke prek 15 metrov, medsebojno povezane v obliki črke M, v katerih je bilo prostora za 58 letal. Ostali podzemni hodniki so bili široki od treh do dvanajst metrov. Skupna dolžina vseh hodnikov je znašala 3,5 kilometrov.
V notranjosti planine je delovala samostojna dizel-električna centrala za oskrbo baze z energijo. V galerije je bil s skladišča Pokoj pri Bihaću speljan tudi desetkilometrski posebni cevovod, ki je letala v bazi oskrboval s kerozinom. Baza je bila projektirana tudi za morebitni napad z jedrskim orožjem.
Izven planine so iz vsake galerije potekale tri vzletne steze, preko katerih sta bili nameščeni še dve vzletno-pristajalni stezi. V bližnji vojašnici v bližini vasi Ličko Petrovo Selo se je nahajala logistična baza.
Na vrhu planine Plješivica (1650 m) se je nahajal radar z dometom 400 kilometrov. Posadka s tedaj najmodernejšem radarjem lahko nadzirala velik del Italije, Avstrije in Madžarske.
V Željavi je bil nameščen 117. lovsko-letalski polk s 124. in 125. eskadriljo JLA, ki je razpolagal z letali Mig-21.